# آبناغيوغ
مدينة آبناغواه (بالإنجليزية: Apnagyugh)‏ هي إحدى المدن التابعة لمقاطعة آراغاتسوتن في أرمينيا. يقدر عدد سكانها بـ 625 نسمة حسب الإحصاء الذي جرى عام 2011.